# Mussolente
Mussolente település Olaszországban, Veneto régióban, Vicenza megyében. Lakosainak száma 7577 fő (2023. január 1.). Mussolente Cassola, Romano d'Ezzelino, Borso del Grappa, Loria és San Zenone degli Ezzelini községekkel határos.

## Népesség
A település népességének változása:
| Lakosok száma | 7630 | 7632 | 7577 |
|               | 2017 | 2018 | 2023 |